# Podocarpus forrestii
Podocarpus forrestii — вид хвойних дерев родини Podocarpaceae. Батьківщиною цього виду є Китай (Юньнань).

## Морфологічна характеристика
Кущі до 3 м, у вирощуванні до 5.5 м; гілки міцні, відносно товсті, досить жорсткі, густо облистнені. Листки щільно скупчені; листкова ніжка 2–4 мм, вузькокрилий; лопать темно-зелена та матова адаксіально, сірувато-зелена абаксіально, від еліптичної до лінійно-еліптичної, 2–9 см × 6–10 мм, досить шкіряста, верхівка тупа чи майже гостра. Пилкові шишки, що утворюються в скупченнях по 3, колосоподібні, 1.5–2 см × ≈ 2 мм. Насіннєносні структури пазушні, поодинокі. Насіння кулясте, 7–8 мм у діаметрі.